# كونار إهليلجي
كونار إهليلجي (الاسم العلمي:Connarus ellipticus) هو نوع من النباتات يتبع جنس الكونار من الفصيلة الكونارية.